# Le Sauvage (journal)
Le Sauvage  est un mensuel français consacré à l'écologie politique fondé en 1973, disparu sous forme papier en 1991 et réapparu sur le web en 2003.

## Histoire
En 1970, le journaliste Alain Hervé propose à Claude Perdriel de créer au sein de son groupe un mensuel exposant les nouveaux thèmes écologistes et anti-productivistes : la pollution, la logique de croissance, la surconsommation…
Échouant dans un premier temps, Alain Hervé décide, en 1972, d'entrer au Nouvel Observateur pour y traiter de ces thèmes dans la rubrique société. Il y dirige notamment le numéro spécial La dernière chance de la terre, en avril 1972, tiré à 200 000 ex. La même année est publié La Gueule ouverte, dont le premier numéro se vend à près de 80 000 ex.
En 1973, Perdriel, à la suite de ces succès, lance le mensuel Le Sauvage, avec Alain Hervé à la tête de la rédaction.
S’il s’impose comme le leader de la « presse écolo », le journal devient cependant trimestriel en janvier 1975. Alain Hervé obtenant que le journal soit doublé à partir de novembre 1975 par un guide mensuel (réservé aux abonnés), puis que ce dernier soit transformé en mensuel en 1977.
Mais en décembre 1979, Claude Perdriel, confronté aux difficultés financières liées au lancement du Matin de Paris, propose de transformer Le Sauvage en supplément du Nouvel Observateur et de ne garder de l’équipe que son directeur de la rédaction en la personne d'Alain Hervé. Celui-ci refuse et propose plutôt de racheter le titre avec l’équipe.
Après quatre mois d’interruption, le licenciement de quatre journalistes et le retour à une formule trimestrielle entre mars et décembre 1980, Alain Hervé, en février 1981, hérite pour un franc symbolique du titre, de ses acheteurs réguliers (20 à 25 000), et de ses abonnés (19 000).
La raison première de la fermeture du journal est d'ordre politique : il s'agit de ne pas gêner la candidature de François Mitterrand à l'élection présidentielle, alors que le journal pencherait pour le candidat écologiste Brice Lalonde.
Hervé prévoit alors un retour à une formule mensuelle pour septembre 1981, avec une conception élargie de l’écologie. Mais le projet n'aboutira pas, et le numéro 73 de décembre 1980 sera donc le dernier, avant que Le Sauvage ne reparaisse en 1990 avec l'équipe des Sauvages associés, puis en 2009 sur Internet.

## Diffusion
La diffusion a évolué d'année en année entre 25 000 et 40 000 exemplaires.